# Pimoidae
Pimoidae zijn een familie van spinnen. De familie telt 4 beschreven geslachten en 36 soorten.

## Geslachten
- Nanoa Hormiga, Buckle & Scharff, 2005
- Pimoa Chamberlin & Ivie, 1943
- Putaoa Hormiga & Tu, 2008
- Weintrauboa Hormiga, 2003

## Taxonomie
Voor een overzicht van de geslachten en soorten behorende tot de familie zie de lijst van Pimoidae.